# Мэй, Гильермо
Гильермо Луис Мэй Бартесаги (исп. Guillermo Luis May Bartesaghi; род. 11 марта 1998, Монтевидео) — уругвайский футболист, нападающий клуба «Ньюэллс Олд Бойз».

## Клубная карьера
Мэй — воспитанник клуба «Насьональ». В 2018 году игрок был включён в заявку на сезон последних и сразу же был отдан в аренду в дубль испанского «Депортиво Ла-Корунья», где отыграл сезон. В 2020 году Мэй был арендован «Серро-Ларго». 9 марта в матче против «Бостон Ривер» он дебютировал в уругвайской Примере. 4 сентября в поединке против «Монтевидео Сити Торке» Гильермо забил свой первый гол за «Серро-Ларго». По окончании аренды Мэй вернулся в «Насьональ». 3 июня в матче против «Серро-Ларго» он дебютировал за основной состав. В этом же поединке Гильермо забил свой первый гол за «Насьональ». В том же году игрок помог клубу завоевать Суперкубок Уругвая.
В 2022 году Мэй перешёл в «Данубио». 9 февраля в матче против «Серрито» он дебютировал за новую команду. 9 апреля в поединке против «Пласа Колония» Гильермо забил свой первый гол за «Данубио». В 2023 году в матчах Южноамериканского кубка против эквадорского «Эмелека», парагвайского «Гуарани» и «Уракана» он забил по голу. 
Летом 2023 года Мэй перешёл аргентинский «Ньюэллс Олд Бойз». 16 сентября в матче против «Унион Санта-Фе» он дебютировал в аргентинской Примере. 21 сентября в поединке «Расинга» из Авеляьнеды Гильермо забил свой первый гол за «Ньюэллс Олд Бойз». 

## Достижения
Клубные
 «Насьональ»
- Обладатель Суперкубка Уругвая (1) — 2021